# Carum verticillatum
La cominera borde  (Carum verticillatum) es una hierba de la familia de las umbelíferas

## Descripción
Carum verticillatum es una especie que se diferencia de Carum carvi en sus hojas, de numerosos lóbulos filiformes verticilados. Erecta, perenne, de hasta 12 dm, de raíces protuberantes. Flores blancas. Fruto elíptico con crestas prominentes. Florece en verano.

## Hábitat
Habita en pantanos y prados húmedos. A veces va asociada a juncales de Juncion acutiflori.

## Distribución
En Bélgica, Gran Bretaña, Francia, Irlanda, Holanda, España y Portugal.

## Taxonomía
La especie fue descrita por Johann Friedrich Wilhelm Koch y publicado en Novorum Actorum Academia Caesareae Leopoldinae-Carolinae Germanicae Naturae Curiosorum 12(1): 122, en el año 1824. 
Etimología
La etimología de la alcaravea es compleja y poco conocida. La alcaravea ha sido llamada por muchos nombres en diferentes regiones, con nombres que derivan del latín cuminum (comino), el griego karon (de nuevo, el comino), que fue adaptado al latín como carum (ahora con el significado de alcaravea), y el sánscrito karavi, a veces traducido como "alcaravea" pero otras veces puede entenderse como "hinojo".
verticillatum: epíteto latíno que significa "veerticilada".

## Nombre común
- Castellano: cominera borde, cominera verde, comino borde.[3]